# آرثر شو (منافس ألعاب قوى)
آرثر شو (بالإنجليزية: Arthur Shaw)‏ هو منافس ألعاب قوى أمريكي، ولد في 28 أبريل 1886 في جوليت في الولايات المتحدة، وتوفي في 18 يوليو 1955 في ألتادينا في الولايات المتحدة.

## وصلات خارجية
- آرثر شو على موقع أوليمبيديا (الإنجليزية)